# Медівник (пиріг)

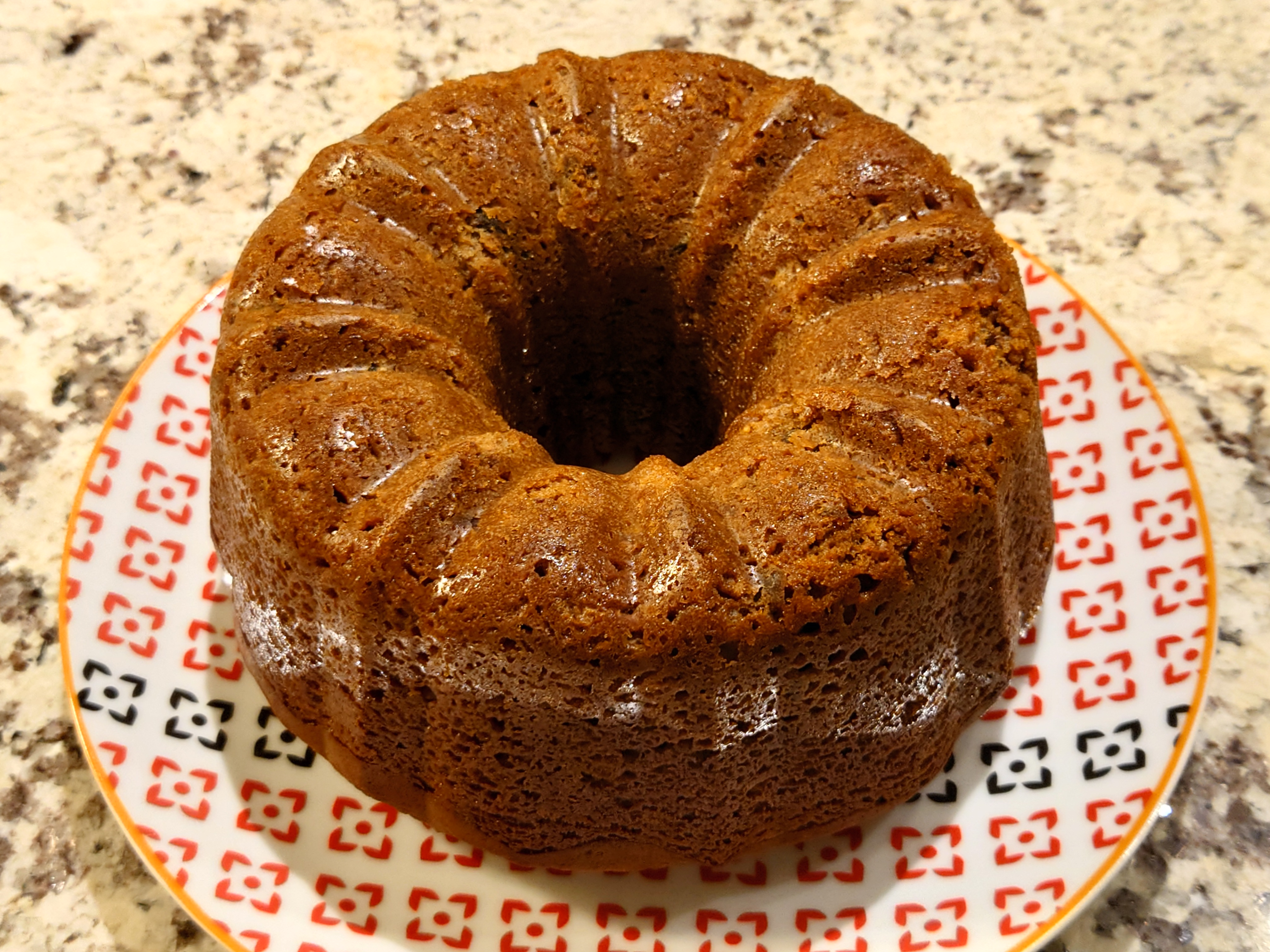
Медівник

Медівни́к або медови́к — пиріг української та європейської кухонь, який готують з додаванням меду.
На думку Маріанни Душар, медівник — один зі стовпів львівського солодкого. Інша кулінарна авторка — Вікторія Попін — класифікує український медівник як різновид кексу. До українського медівника зазвичай входять прянощі, горіхи, родзинки. Для більш характерного смаку використовують гречаний мед.

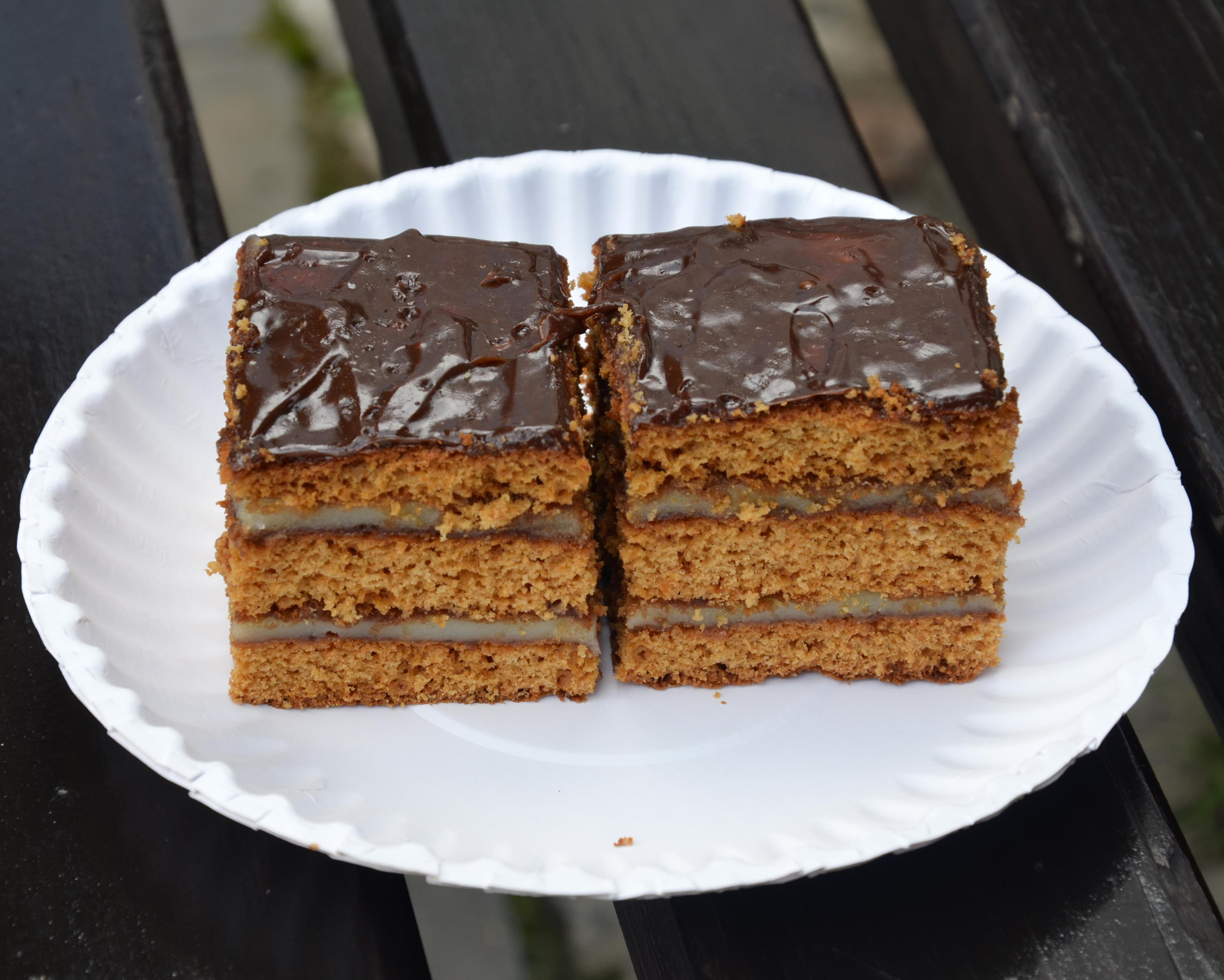
Польський медівник з кремом у місті Сянок

В польській кухні називається словом miodownik або chonek łejkech. Ймовірно, прийшов до польської кухні з Галичини чи Центральної Польщі.
В українській мові словом медівник також називали медяник або медовий корж.

## Походження
Випічка із медом стала популярною у світі багато сторічь тому, ще у Стародавньому Єгипті та Греції. Історики вважають, що у той час змішувати мед із борошном, залишали настоюватися та просочуватися на цілий місяць, а вже потім випікали медові коржики. У XII столітті готували медовий пиріг з горіхами та сухофруктами, який згодом розповсюдився всією Європою, набуваючи у кожній країні якихось відмінностей, що притаманні кухні конкретної країни. До пирога почали додавати і аніс, і корицю, і імбир, що спонукало появі відомих імбирних пряників.  
Медовик — має багатогранну історію, проте його походження не таке давнє, як може здаватися. Незважаючи на легенди про його стародавнє походження, медовик не згадується у жодній російській кулінарній книзі XIX століття. Перший рецепт медовика з'явився у книгах «Українські страви» 1957 і 1960 років, виданих українською мовою в Києві. Медовик набув великої популярності під час радянської епохи, коли став однією з улюблених солодощів багатьох сімей. Сьогодні існує безліч варіацій медовика, включаючи рецепти з згущеним молоком, масляним кремом чи заварним кремом.

## Торт «Медовик»
В російській і радянській кухнях медовий пиріг втратив спеції, але здобув заварний або сметанний крем. Так утворився торт «медовик», у якому тонкі прошарки коржа перемежовані кремом. Ймовірним прообразом радянського «медовика» вважають польський чи український медівник.
Торт відомий також під назвою «рижик» (рос. рыжик) або просто «торт медовий»; варіант зі сметанним кремом також відомий як «сметанник».
У 2010-х у російських виданнях поширилася легенда буцімто торт медовик був улюбленим десертом імператриці Єлизавети Олексіївни, однак цей рецепт відсутній у традиційних російських кухарських книгах і набув поширення лише в радянські часи.

## Галерея

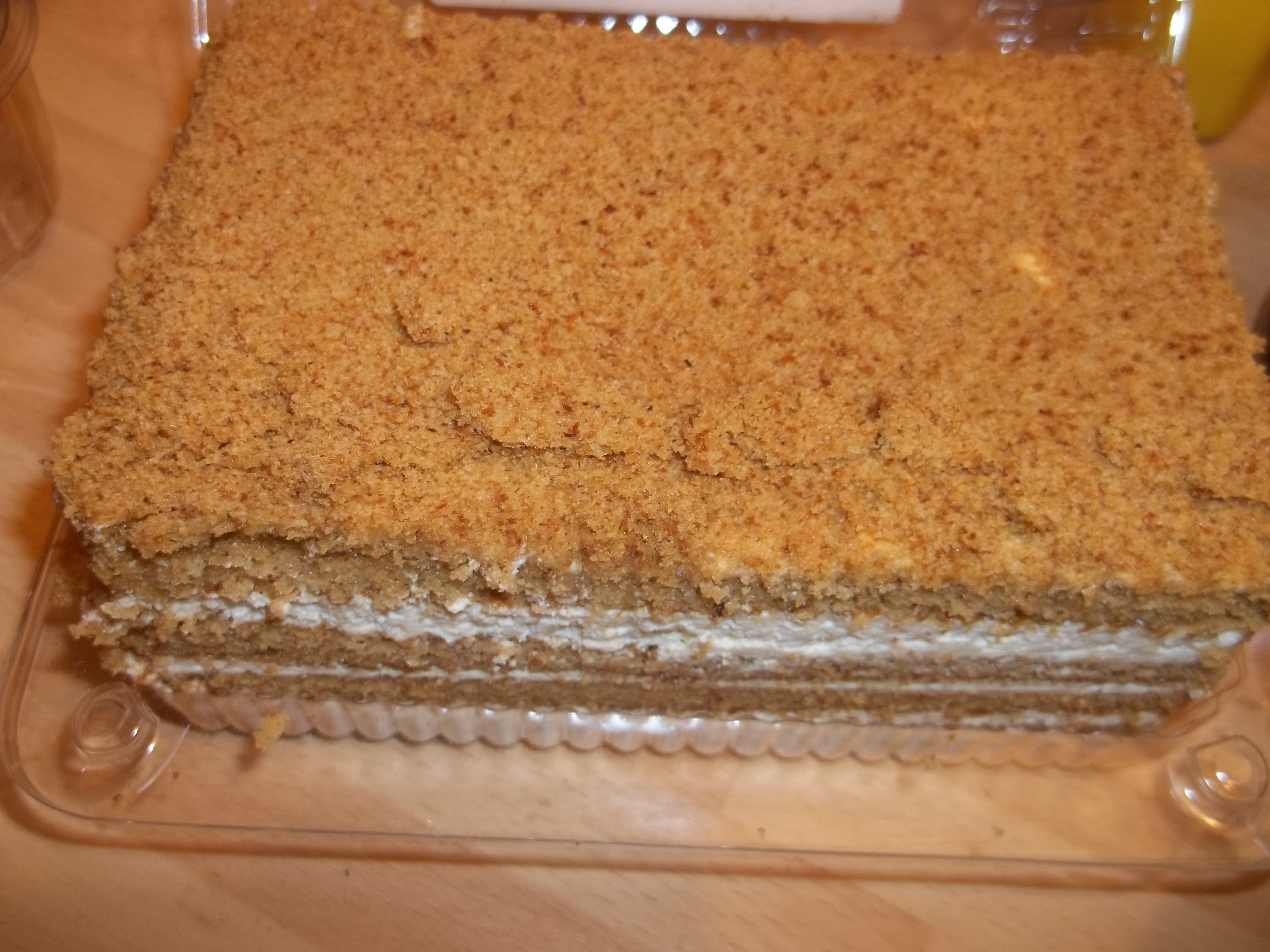
Медівник, Литва
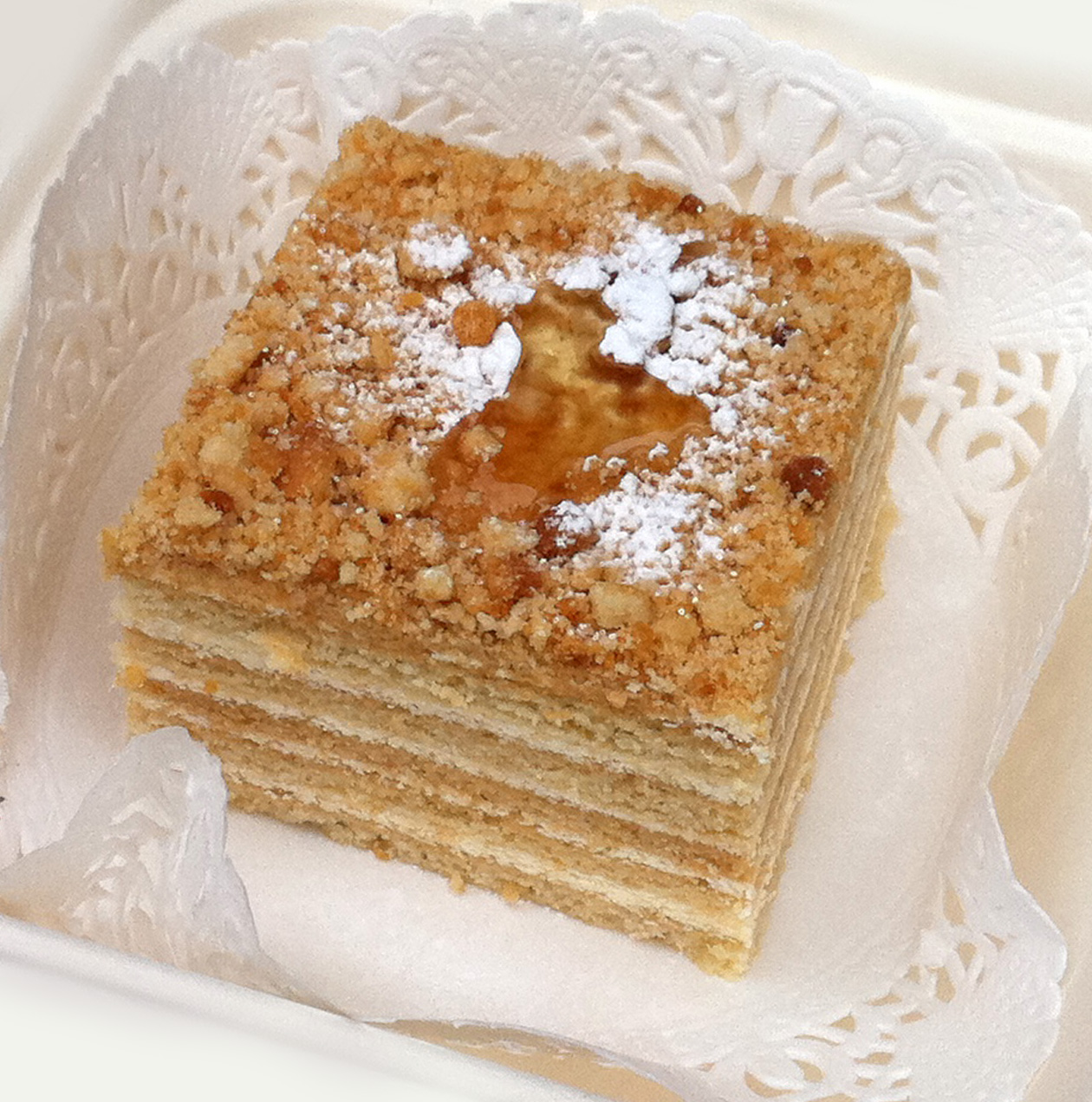
Медовик, Росія
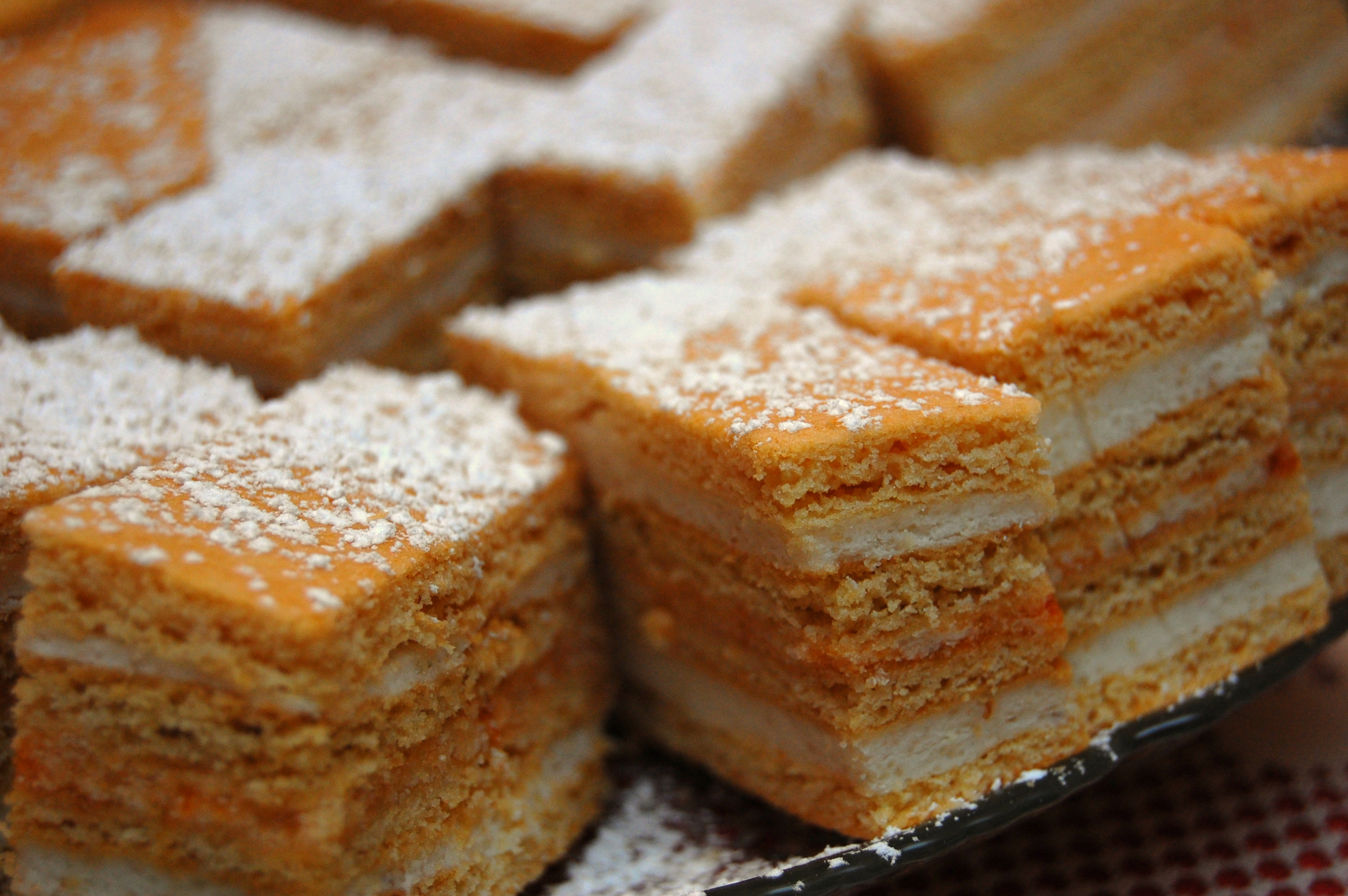
Медовий пиріг, Угорщина
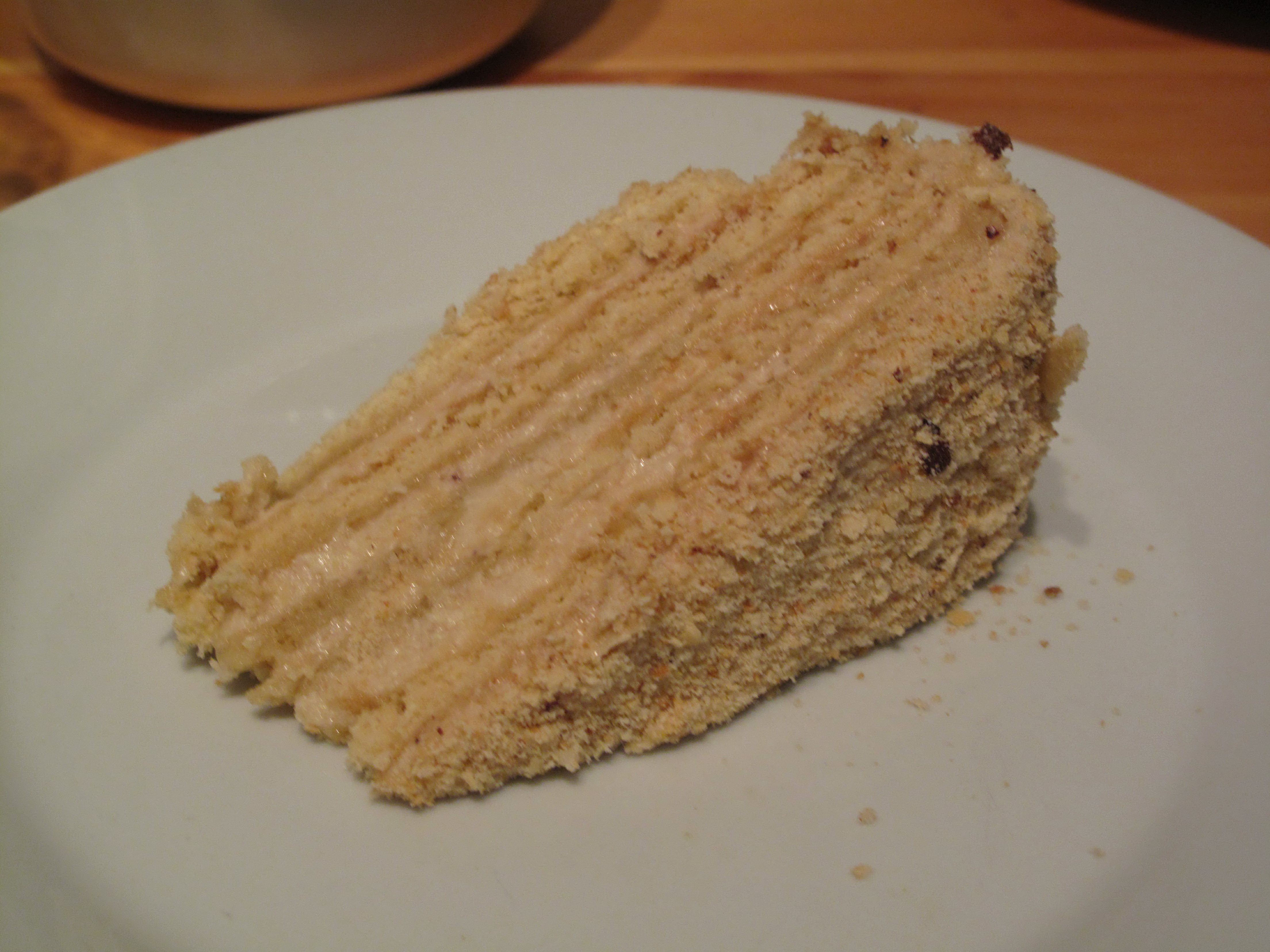
Домашній медівник, Чехія